# Alberta von Maytner
Alberta von Maytner, de soltera Wilhelm, (8 de abril de 1835, Nowy-Sacz- 14 de julio de 1898, Viena,) fue un escritora austríaca. También publicó bajo los seudónimos Margarethe Halm, A. v. Sandec y Paul Andow .

## Biografía
Maytner hija del supervisor de la escuela estatal Andreas Ritter von Wilhelm fallecido en 1887 en Neu-Sandez al pie de los Cárpatos. En los Cárpatos pasó sus primeros años para posteriormente mudarse con la familia a Tarnów donde  asistió a una escuela polaco-francesa antes de que la familia se mudara de nuevo a Troppau, donde estudió en alemán.
En 1855, Maytner se casó con el k.k. ("kaiserlich und königlich", abreviatura frecuente para imperial y real)  teniente de artillería Peter Kestřanek. El matrimonio tuvo dos hijos. Kestřanek murió en 1858, por lo que Maytner se mudó con sus hijos a Cracovia con sus padres. 
El segundo matrimonio en 1860 con el k.k. teniente de artillería y más tarde el mayor general Josef von Maytner (1836-1914) terminó en 1865 con la separación, el divorcio se anunció oficialmente en 1878. Esta vez como madre de tres hijos, Maytner volvió con sus padres que se habían establecido en Brno para más tarde mudarse con ellos a Graz.

## Trayectoria profesional
En Graz comenzó a escribir, manteniendo correspondencia con numerosos escritores naturalistas, como Hermann Conrad(1862-1890) y convirtiéndose para ellos en “una de las primeras figuras destacadas”.
En los años 1886 y 1887, su hijo y su padre fallecieron, y estas dos pérdidas le golpearon duramente provocando que se alejara  del mundo durante mucho tiempo.

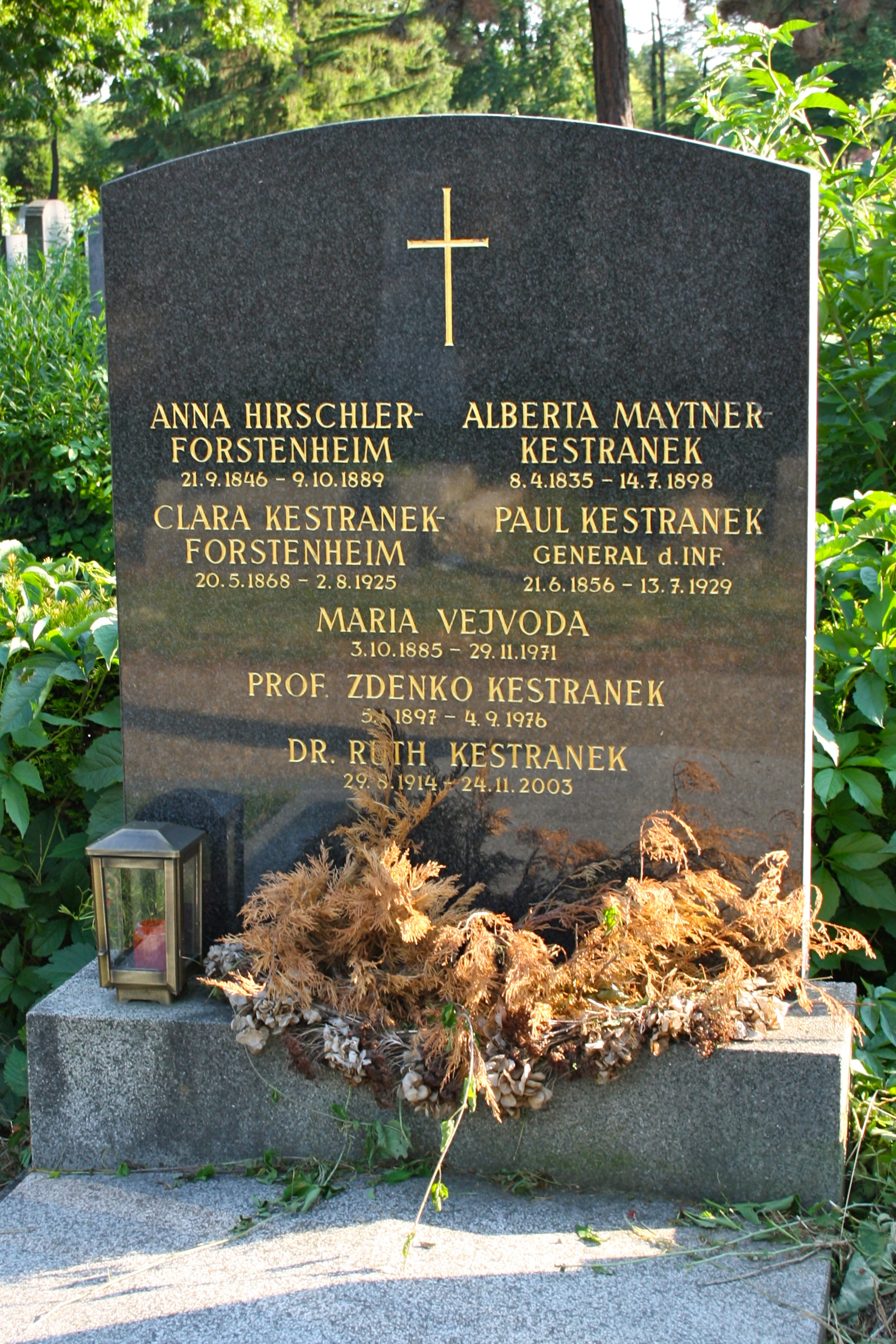
Tumba de Alberta von Maytner

Poco después de 1887, Maytner se mudó a Viena (última dirección: Wien-Währing, Türkenschanzstraße 3), donde comenzó a escribir de nuevo. 
Murió en 1898 tras un largo sufrimiento y se encuentra enterrada desde el 17 de  septiembre de 1971 en el Cementerio Central de Viena (grupo 3, fila 2, número 87A).

### Su obra
- Hojas femeninas. ( Periódico, 1871/72)
- Luces meteorológicas. Bocetos y ensayos. Hartknoch, Leipzig 1877.
- Desde el seto de espinos. Poemas metafísicos de Margarethe Halm. Heinze, Dresde (1882)
- En alturas tranquilas. (novela, 1885)[4]
- Una mujer Prometeo. Novela romántica del presente. De Margarethe Halm. 3 partes. Cöthen, Leipzig 1885.
- El poema del ridículo. Comedia en un acto. Hausbuch-Verlag, Nordhausen 1889.
- El corazón de la senora Holding. Historia de una familia. Novela. Pierson, Dresde / Leipzig 1895.
- Del árbol de la vida. Fantasías de un idealista. Instituto Literario, Leipzig 1896.
- El amor del superhombre. Una nueva ley de vida. Cartas a un amigo. Por Margarethe Halm. Spohr, Leipzig 1897.